# Yugumo
Lo Yugumo (夕雲?, Yūgumo, lett. "Nuvole vespertine") è stato un cacciatorpediniere della Marina imperiale giapponese, prima ed eponima unità della stessa classe. Fu varato nel marzo 1941 dall'arsenale della marina a Maizuru.
Appartenente alla 10ª Divisione, entrò in linea nell'aprile 1942 e partecipò alla battaglia delle Midway (4-6 giugno), dopo la quale rimase a fianco delle portaerei per la prima metà della campagna di Guadalcanal. Operò in appoggio a un bombardamento navale dell'aeroporto conteso sull'isola a novembre e, per il resto dell'anno, fu impegnato in missioni di trasporto truppe in particolare in Nuova Guinea. Collaborò all'evacuazione finale delle forze nipponiche a Guadalcanal (febbraio 1943) e, poi, fu riassegnato a compiti di scorta per alcuni convogli diretti in Nuova Guinea dalle isole Palau. In estate partecipò al riuscito sgombero di Kiska e più tardi, in autunno, a quello di Kolombangara nelle isole Salomone. Fu schierato anche per coprire il ripiegamento da Vella Lavella, che generò uno scontro notturno il 6-7 ottobre: devastato da granate e almeno un siluro, colò a picco con il comandante e metà equipaggio.

## Servizio operativo

### Costruzione
Il cacciatorpediniere Yugumo fu ordinato nell'anno fiscale edito dal governo giapponese nel 1939. La sua chiglia fu impostata nel cantiere navale di Maizuru il 12 giugno 1940 e il varo avvenne il 16 marzo 1941; fu completato il 5 dicembre dello stesso anno. Il comando fu affidato al capitano di fregata Shigeo Semba che condusse l'unità nell'area di Tokyo e Yokosuka, per addestramento e pattugliamenti antisommergibile. Soltanto il 14 marzo 1942 lo Yugumo fu assegnato alla 10ª Divisione cacciatorpediniere con i gemelli Kazagumo e Makigumo.

### 1942
Lo Yugumo e i gregari passarono alle dipendenze della 10ª Squadriglia il 10 aprile 1942 e, quello stesso giorno, si aggiunse all'organico il cacciatorpediniere Akigumo (della classe Kagero). La squadriglia fu a sua volta posta alle dipendenze della 1ª Flotta aerea del viceammiraglio Chūichi Nagumo che, tuttavia, era impegnata nell'Oceano Indiano e che fu attesa nelle acque metropolitane. Dopo manutenzione e revisione, la flotta fu schierata in testa nella complessa operazione MI, volta a occupare l'atollo di Midway e attirare così la United States Pacific Fleet in una battaglia finale per eliminarne le portaerei. Lo scontro si svolse invece prima dello sbarco e si risolse in una pesante sconfitta giapponese; lo Yugumo poté solo contribuire con i suoi pezzi agli sbarramenti contraerei che, comunque, non furono sufficienti a proteggere le portaerei Akagi, Kaga, Soryu e Hiryu dai gruppi imbarcati statunitensi. Con il resto della divisione tornò in Giappone e poi seguì una parte della Flotta Combinata a Ominato e a sud-ovest delle isole Aleutine, dove i giapponesi incrociarono tra il 24 giugno e il 7 luglio in attesa di un'ipotetica controffensiva americana contro Attu e Kiska – occupate durante il combattimento a Midway. Il 14 luglio l'intera 10ª Squadriglia fu riassegnata alla 3ª Flotta, erede della 1ª Flotta aerea e sempre al comando di Nagumo, e il 16 agosto lo Yugumo e il resto della formazione lasciarono Kure alla volta della base di Truk, allo scopo di raggiungere la 2ª Flotta e contrattaccare gli Stati Uniti a Guadalcanal; le due squadre si riunirono in alto mare e, tra il 23 e il 25, presero parte all'inconcludente battaglia delle Salomone Orientali: lo Yugumo, di nuovo, rimase vicino alle portaerei e non ebbe alcun particolare ruolo. Rientrato a Truk con i gregari, nei due mesi successivi partecipò alle regolari e infruttuose sortite delle forze da battaglia a nord delle isole Salomone. Soltanto alla fine di ottobre le opposte marine cozzarono a nord-ovest delle isole Santa Cruz; questa volta lo Yugumo e la 10ª Divisione furono posti nell'avanguardia del contrammiraglio Hiroaki Abe, che sopportò alcuni attacchi degli aerei statunitensi. Tornato a Truk con tutte le altre navi, tra il 3 e il 5 novembre scortò con il Kazagumo e il Makigumo la 7ª Divisione incrociatori (Suzuya, Kumano) fino alle isole Shortland; da qui i due cacciatorpediniere completarono due missioni di trasporto truppe a Guadalcanal il 7 e il 10. Nella notte del 13-14 novembre, nel corso della battaglia navale di Guadalcanal, fecero parte dello schermo di cacciatorpediniere che vigilò sul gruppo di incrociatori pesanti del contrammiraglio Shōji Nishimura che bombardò l'aeroporto Henderson (sebbene con scarsi risultati); durante il ritorno il Kazagumo e il Makigumo rimasero indietro per salvare i naufraghi dell'incrociatore Kinugasa, affondato da aeroplani nemici, e lo Yugumo li attese alle Shortland: la 10ª Divisione, quindi, riaccompagnò l'incrociatore pesante Chokai alla piazzaforte di Rabaul il 16 novembre.
Assieme ai gregari, all'Oyashio e al Kagero fu incaricato di scortare un convoglio con a bordo 1000 uomini a Buna, missione completata con successo il giorno seguente. Il 22 lo Yugumo stesso caricò un certo numero di soldati e li fece scendere a Buna. Sei giorni più tardi, con i gregari (eccetto lo Akigumo) e lo Shiratsuyu, la missione fu ripetuta ma incappò in un deciso attacco dei velivoli alleati che danneggiarono il Makigumo e lo Shiratsuyu, i quali ripiegarono: lo Yugumo e l'unità sorella scaricarono a Buna solo pochi soldati e qualche tonnellata di rifornimenti. Riguadagnata il 29 Rabaul, lo Yugumo e altri cacciatorpediniere ripartirono in missione l'8 dicembre, ma tornarono indietro a causa dell'intensa attività aerea nemica; l'11 la traversata fu intrapresa di nuovo ma passando per le isole dell'Ammiragliato, per poi calare a sud attraverso gli stretti di Dampier e Vittiaz. Questa volta lo Yugumo e le altre unità (Arashio, Kazagumo, Isonami, Inazuma) arrivarono indenni il 14 a nord-ovest della foce del fiume Kumusi, dove truppe nipponiche stavano combattendo, e riuscirono a far approdare circa 640 uomini; un'incursione aerea statunitense non ebbe effetto e le unità nipponiche tornarono a Rabaul. Già il 16 dicembre lo Yugumo, il Kazagumo e il Makigumo salparono nuovamente per scortare l'incrociatore ausiliario Kiyozumi Maru fino a Wewak: l'unità vi sbarcò un battaglione e tutte le navi fecero rotta su Rabaul raggiunta il 21. Due giorni più tardi lo Yugumo partì alla volta del Giappone, giunse a destinazione il 29 e si ormeggiò per un'approfondita manutenzione.

### 1943 e l'affondamento

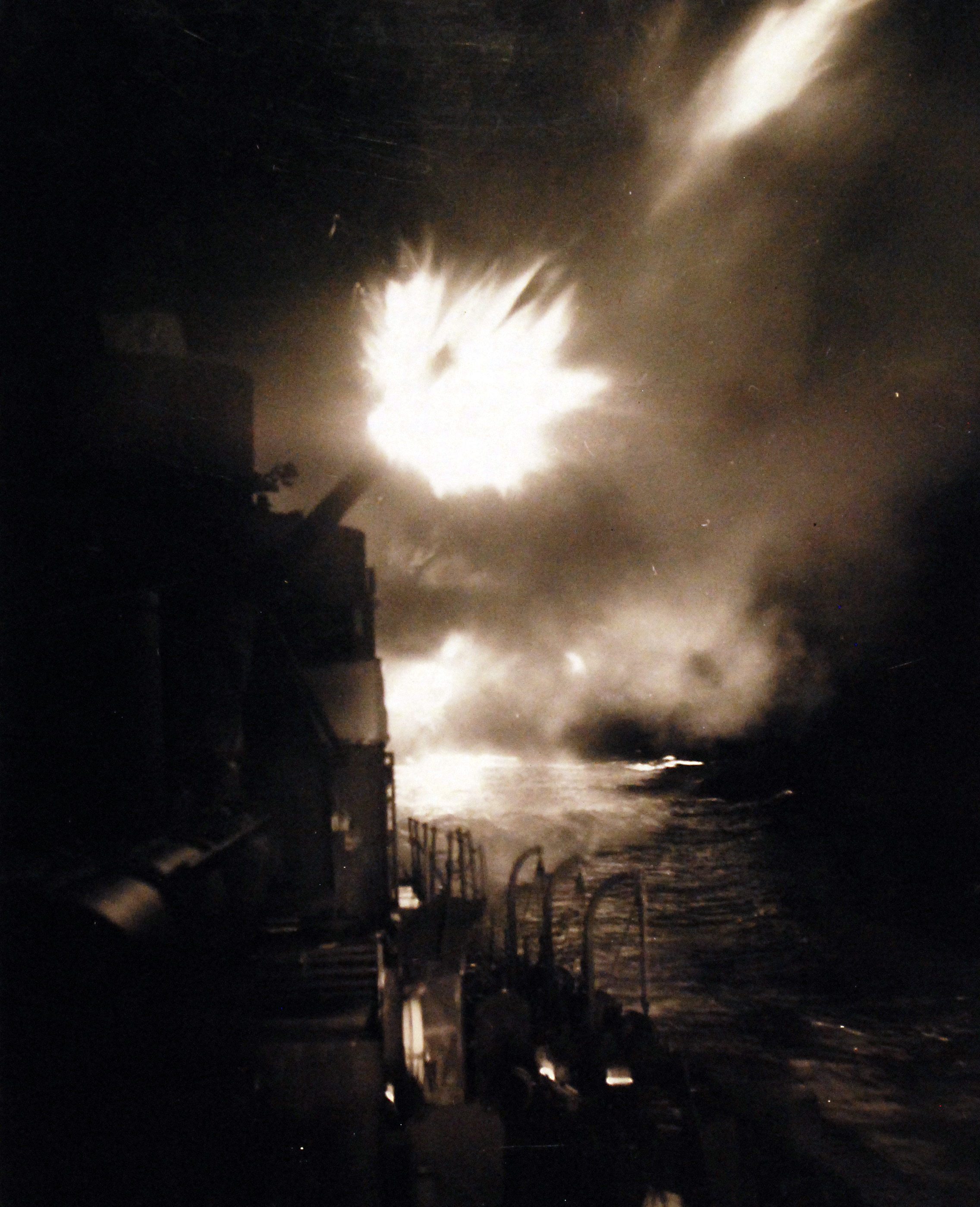
Battaglia di Vella Lavella: nella notte tra il 6 e il 7 ottobre uno dei tre cacciatorpediniere statunitensi presenti ingaggia le unità nipponiche

Il 9 gennaio 1943 lo Yugumo, pienamente operativo, salpò alla volta delle isole Shortland, raggiunte il 27 dopo tappe a Truk e Rabaul. Fu immediatamente assegnato all'operazione Ke, lo sgombero via mare delle truppe nipponiche a Guadalcanal: il 1º e 4 febbraio fece parte dell'importante gruppo d'imbarco, coperto da altri cacciatorpediniere, e il 7 collaborò a recuperare il presidio delle isole Russell. Dopo aver riportato gli uomini alle Shortland, proseguì il 12 febbraio per le isole Palau che toccò quattro giorni dopo. Il 17, con il Kazagumo, partì di scorta al primo convoglio che stava trasferendo la 41ª Divisione fanteria da Tsingtao a Wewak; la traversata fu tranquilla, lo sbarco avvenne senza problemi e il 24 tutte le navi erano nuovamente alle Palau. Il 6 marzo costituì con il Kazagumo, l'Akigumo, il Satsuki e il Samidare lo schermo difensivo al primo convoglio che trasportava la 20ª Divisione fanteria alla baia Hansa, nella Nuova Guinea orientale, missione completata il 12 marzo. Dalla baia lo Yugumo, il Kazagumo e il Satsuki furono dirottati a Rabaul, toccata il 14: dalla base lo Yugumo e il Kazagumo spostarono truppe a Capo Gloucester (19 marzo), protessero un paio di convogli sulla rotta con le Shortland (fine mese) e trasferirono nuclei di fanteria a Kolombangara il 1º aprile e a Buna il 2. Il giorno seguente il Kazagumo fu danneggiato da una mina e lo Yugumo fu scelto quale nuova nave ammiraglia della 10ª Divisione, imbarcando il capitano di vascello Matake Yoshimura con lo stato maggiore; continuò in ogni caso a trasferire truppe a Kolombangara (5 aprile) e a Capo Gloucester (11 aprile), quindi scortò la nave appoggio idrovolanti Kamikawa Maru a Truk, raggiunta il 21. Ripartì il 3 maggio con i cacciatorpediniere Akigumo, Yukikaze, le portaerei Zuikaku, Zuiho e l'incrociatore leggero Agano con rotta Kure, arrivando in porto l'8 per un esteso raddobbo. Nel corso dei lavori la contraerea fu incrementata: gli impianti binati di cannoni Type 96 da 25 mm, situati ai lati del fumaiolo posteriore, furono scambiati con due installazioni triple e una coppia di Type 96 fu piazzata davanti alla torre di comando, su una piattaforma appositamente costruita. Infine l'albero tripode prodiero fu rinforzato per ospitare una piccola piattaforma sorreggente un radar Type 22, adatto all'individuazione di bersagli navali; alla base dell'albero fu costruita una camera per gli operatori.
Il 23 maggio, appena completata la manutenzione, lo Yugumo ebbe il triste onore di trasferire l'urna funeraria, contenente le ceneri dell'ammiraglio Isoroku Yamamoto, dalla nave da battaglia Musashi al distretto navale di Yokosuka; due giorni più tardi il comando passò al capitano di fregata Higashi Osako. Il 10 giugno l'intera 10ª Divisione (eccettuato il Makigumo affondato a febbraio) si spostò a Paramushiro e a metà luglio fu coinvolta nel primo tentativo di recuperare la guarnigione di Kiska, isola ormai troppo esposta: le unità della 5ª Flotta, incaricata dell'operazione, dovettero desistere per le pessime condizioni meteorologiche. Il 22 luglio lo Yugumo e le altre unità salparono e, questa volta, arrivarono nella rada di Kiska il 29: lo Yugumo faceva parte del gruppo addetto al trasporto e prese a bordo 479 soldati. Tutte le navi tornarono il 1º agosto a Paramushiro e, due giorni dopo, la 10ª Divisione scortò l'incrociatore pesante Maya fino a Yokosuka; il 17 partì con il solo Akigumo a fianco degli incrociatori pesanti Atago, Takao e della piccola portaerei Taiyo. La squadra arrivò il 24 a Truk e, il 6 settembre, i due cacciatorpediniere proseguirono il viaggio sino a Rabaul. Giunsero due giorni più tardi per essere integrati nella 3ª Squadriglia, al comando del contrammiraglio Matsuji Ijūin e operante sotto le insegne dell'8ª Flotta, e furono raggiunti anche dal Kazagumo che, il 21, riprese il ruolo di ammiraglia. Lo Yugumo e il resto della formazione collaborarono nell'evacuazione in massa di Kolombangara il 28 settembre e il 2 ottobre, senza imbattersi in alcuna opposizione; al contrario, l'uscita in forze diretta a salvare i circa 700 uomini tagliati fuori a Vella Lavella sfociò in una confusa battaglia notturna tra il 6 e il 7 ottobre, contro tre cacciatorpediniere statunitensi. A pochi minuti dall'inizio del combattimento il capitano Osako, in coda alla 3ª Squadriglia, dirottò lo Yugumo direttamente contro le navi avversarie, lanciò siluri e fece fuoco con i cannoni: l'USS Chevalier fu sventrato da un siluro e l'USS O'Bannon si schiantò contro il relitto. Lo Yugumo era stato a sua volta colpito da alcune granate da 127 mm e si trovava già in difficoltà quando, alcuni minuti dopo le 23:00, fu centrato da un siluro; si verificò una grossa esplosione, il capitano Osako rimase ucciso sul colpo e lo Yugumo sprofondò, 15 miglia a nord-ovest dell'isola (7°33′S 156°24′E), con 138 morti. Conclusa la battaglia, Ijūin ripiegò e un assortito gruppo di naviglio leggero prelevò il presidio. In acqua rimasero circa un centinaio di naufraghi dell'unità, venticinque dei quali riuscirono a raggiungere le linee nipponiche a bordo di una lancia statunitense alla deriva. Altri settantotto marinai, invece, furono ritrovati da motosiluranti americane e fatti prigionieri. Solo una fonte afferma che non ci furono superstiti.
Il 1º dicembre 1943 lo Yugumo fu rimosso dalla lista del naviglio in servizio.